# Церковь Преподобной Евфросинии (Вильнюс)
Це́рковь Преподо́бной Евфроси́нии Полоцкой, Свято-Евфросиниевская церковь, Евфросиньевская церковь в Вильнюсе — православный храм на православном Евфросиниевском кладбище в южной части города, основанный в 1837 году. Адрес: ул. Лепкальнё (традиционно Липо́вка; Liepkalnio g. 19). Настоятель протоиерей Владимир Ринкевич.

## История

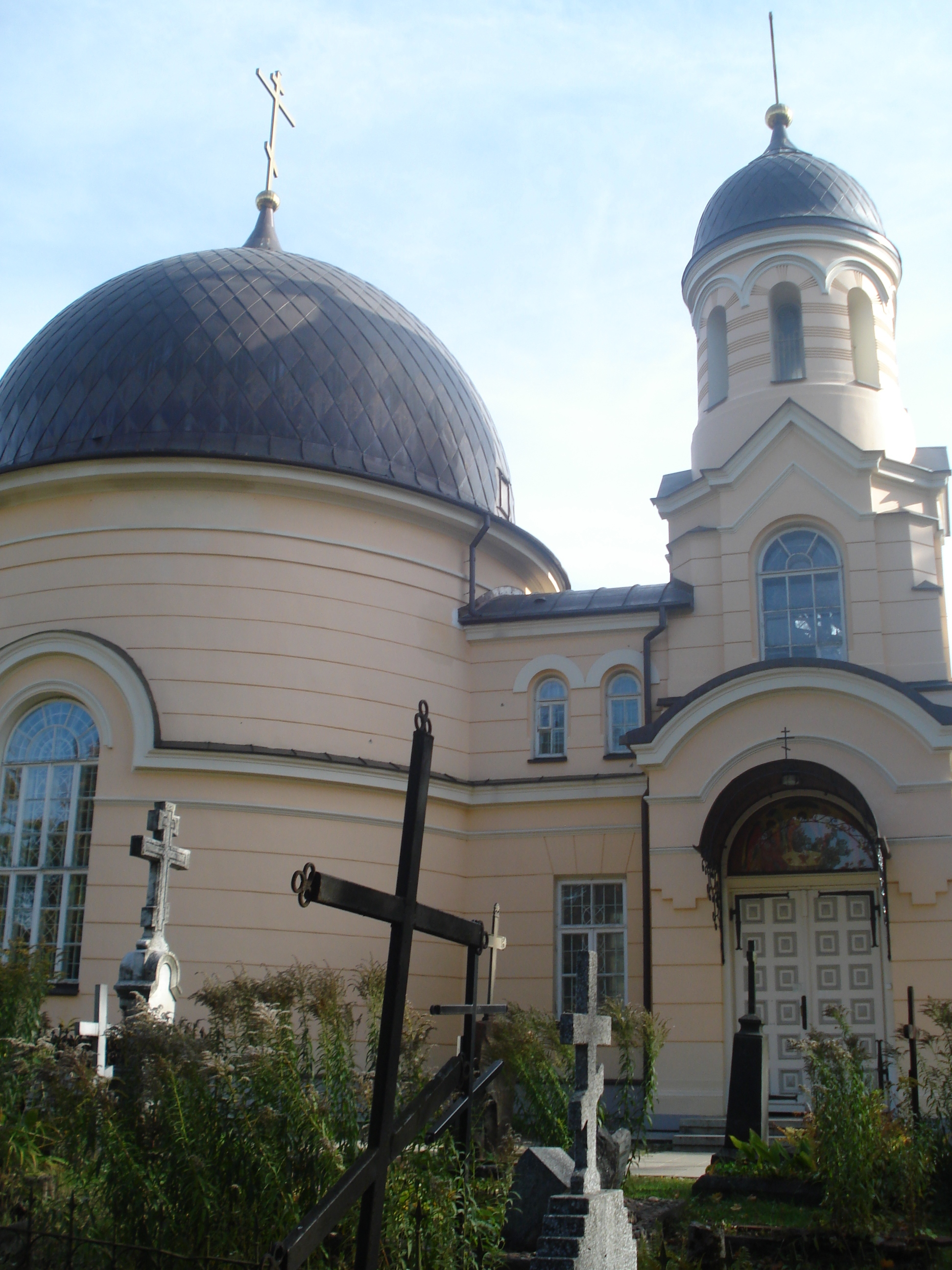
Церковь Преподобной Евфросинии. Фасад

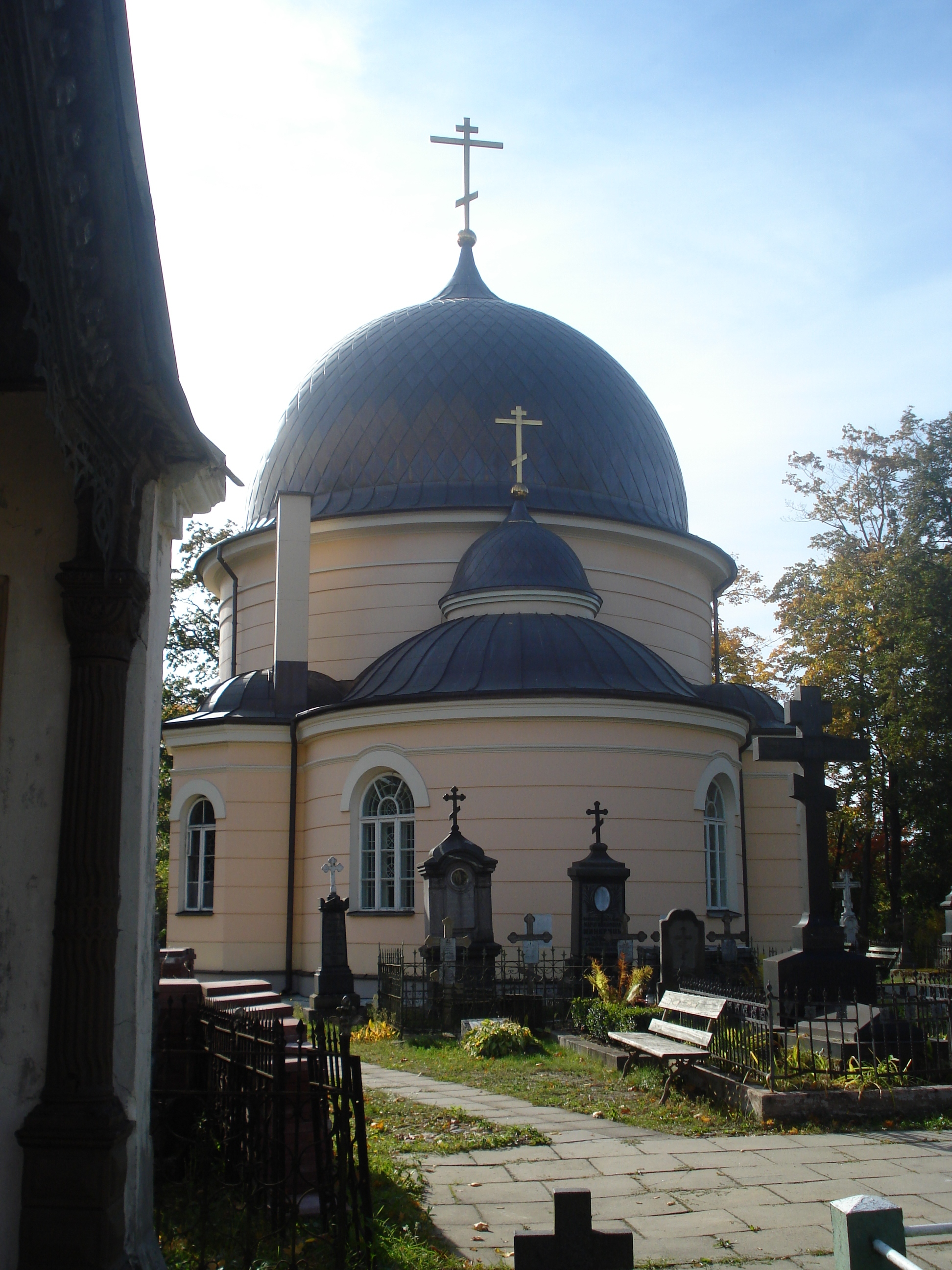
Церковь Преподобной Евфросинии. Апсида

Храм на православном Евфросиниевском кладбище в 1837 году был заложен по благословению правящего архиерея архиепископа Полоцкого и Витебского Смарагда (Крыжановского). Строительство на добровольные пожертвования по проекту архитектора Н. М. Чагина завершилось к лету 1838 года. Церковь представляла собой ротонду, напоминающую финикийские гробницы, и своим внешним видом походила на часовню.
В 1865 году в храме был погребён прах генерала Ф. С. Панютина. Мраморное надгробие в форме аналоя, увенчанного георгиевским крестом, сооружено по эскизу архитектора Н. М. Чагина. Стараниями и на средства сыновей покойного, один из которых (С. Ф. Панютин) в 1863—1868 годах занимал должность виленского губернатора, была проведена капитальная реконструкция. Над зданием поднялся купол в виде полусферы. По эскизам академика Академии художеств А. И. Резанова был изготовлен деревянный иконостас белого цвета с позолотой. Живописные работы выполнены академиком Академии художеств В. Васильевым. По завершении работ церковь осенью 1865 года заново освятил викарий Виленской епархии епископ Брестский Игнатий (Железовский).
В 1881 году к храмовому зданию был пристроен каменный притвор. Первоначально церковь своего причта не имела и была приписана к Николаевскому кафедральному собору на Большой улице (бывший костёл Святого Казимира, в XX веке возвращённый католической церкви). С начала 1896 года церковь получила самостоятельный причт. Первым настоятелем церкви, ставшей приходской, был Александр Карасев. Его стараниями были расширена алтарная часть, изготовлен новый двухъярусный иконостас резного дуба (по проекту архитектора М. Полозова), на новой колокольне установлены шесть колоколов. Обновлённый храм освятил архиепископ Виленский и Литовский Никандр (Молчанов).
В 1923 году Свято-Евфросиниевский приход был объединён с приходом Александро-Невского храма в Новом Свете (Науйининкай). Церковь оставалась действующей в 1960-е годы, когда советскими властями были закрыты Александро-Невского храм и другие вильнюсские церкви. После периода разрухи и упадка храм был благоустроен к концу 1970-х годов при настоятеле архимандрите Леониде (Гайдукевиче). 
С 1989 года в церкви служит протоиерей Владимир Ринкевич. Его стараниями произведён ремонт, в храме появился новый резной аналой, в звонницах установлены новые колокола; купола в 2005 году были покрыты листовой медью.